# Souto da Casa
Souto da Casa é uma povoação portuguesa sede da Freguesia de Souto da Casa do Município do Fundão, freguesia com 29,37 km² de área e 746 habitantes (censo de 2021), tendo, por isso, uma densidade populacional de 25,4 hab./km².
Foi nesta freguesia que teve lugar a Tomada do Carvalhal, considerada por muitos como o primeiro grito de liberdade em Portugal, esta revolta vai originar a tradicional canção O Carvalhal é nosso.

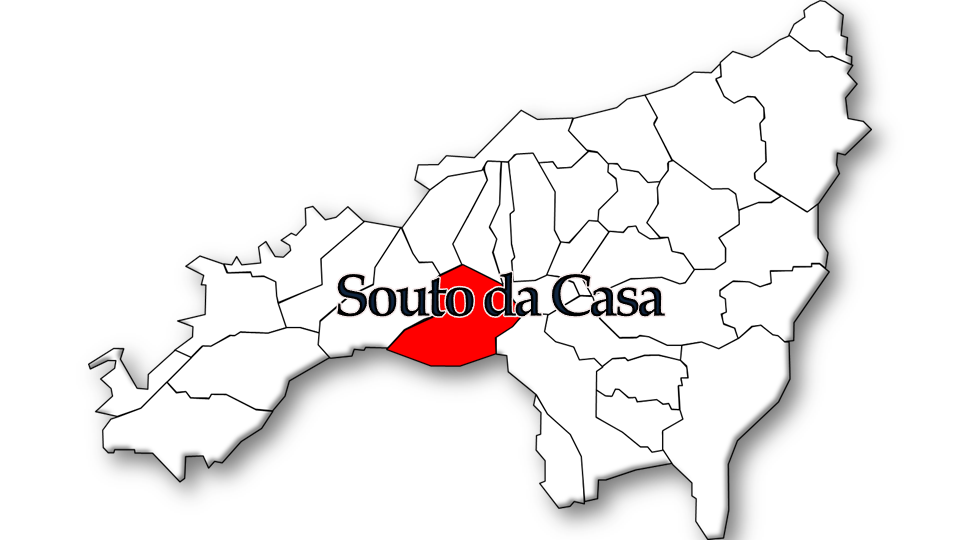
Localização da freguesia no Município do Fundão

## História
Os vestígios confirmados de ocupação humana na freguesia do Souto da Casa remontam à idade do Bronze, por volta do 1º milénio a.C., e estão materializados nos lugares do Picoto, onde terá existido uma atalaia do Castro de São Brás que garantia o domínio visual sobre os vales das ribeiras da Gardunha, do Tormentoso e do Vale d'Urso, assim como no lugar emblemático da Penha da Gardunha.
A existência de vestígios romanos, neste caso de duas inscrições encastradas na Igreja matriz da aldeia, e de vestígios medievais comprovam a persistência da ocupação humana neste local. 
O Souto da Casa foi a dada altura sede de concelho. Embora não se saiba quando foi fundado, sabe-se que foi extinto em 1380, sendo então incorporado no concelho da Covilhã. Seria mais tarde incorporado no concelho (atual município) do Fundão, com a criação deste em 23 de Dezembro de 1746.

## Património
- Capelas de S. Gonçalo, de S. Lourenço, de Santo António, do Senhor da Saúde, da Senhora do Rosário, da Senhora da Gardunha, da Senhora do Bom Parto e da Senhora das Preces
- Fonte do Meio
- Portadas da Rua 5 de Outubro
- Rede de casas-museu dos ofícios tradicionais: Casa do Ganhão, Casa das Tecedeiras, Casa do Ferreiro.
- Sítios do Carvalhal (e miradouro) e da Azenha da Figueira (azenhas e praia fluvial)

## Demografia
A população registada nos censos foi:
| Distribuição da População por Grupos Etários | Distribuição da População por Grupos Etários | Distribuição da População por Grupos Etários | Distribuição da População por Grupos Etários | Distribuição da População por Grupos Etários |
| -------------------------------------------- | -------------------------------------------- | -------------------------------------------- | -------------------------------------------- | -------------------------------------------- |
| Ano                                          | 0-14 Anos                                    | 15-24 Anos                                   | 25-64 Anos                                   | > 65 Anos                                    |
| 2001                                         | 132                                          | 121                                          | 442                                          | 293                                          |
| 2011                                         | 71                                           | 76                                           | 380                                          | 280                                          |
| 2021                                         | 73                                           | 57                                           | 373                                          | 243                                          |